# Bahnstrecke Altenhundem–Birkelbach
| Bahnhofsgebäude Kirchhundem-Flape, 2012 |                      |                                              |                                              |
| Streckennummer (DB): | 2863                 |                                              |                                              |
| Kursbuchstrecke: | 239b (1959)          |                                              |                                              |
| Spurweite: | 1435 mm (Normalspur) |                                              |                                              |
| |                      |                                              |                                              |
| \| \| \| von Hagen \| \| \| \| \| von Wenholthausen \| \| \| \| \| \| \| \| \| 0,0 \| Lennestadt-Altenhundem (früher: Altenhundem) \| Lennestadt-Altenhundem (früher: Altenhundem) \| \| \| \| \| \| \| \| \| Hundem \| \| \| \| \| nach Siegen \| \| \| \| 2,4 \| Heitmickeviadukt \| 65 m \| \| \| 2,8 \| Kirchhundem-Flape \| Kirchhundem-Flape \| \| \| 5,2 \| Würdinghausen \| Würdinghausen \| \| \| 7,3 \| Viadukt Böminghausen \| 170 m \| \| \| 8,7 \| Albaum \| Albaum \| \| \| 9,3 \| Albaum \| 60 m \| \| \| 12,9 \| Heinsberg (Westf) \| Heinsberg (Westf) \| \| \| \| Krenkelsbachaquädukt \| \| \| \| 16,7 \| Heinsberger Tunnel \| 1303 m \| \| \| 18,8 \| Schwarzbach \| 50 m \| \| \| 19,9 \| Röspe \| Röspe \| \| \| 22,4 \| von Bad Berleburg \| von Bad Berleburg \| \| \| 22,8 \| Birkelbach \| Birkelbach \| \| \| \| nach Erndtebrück \| \| |                      |                                              |                                              |
| |                      | von Hagen                                    |                                              |
| Abzweig geradeaus und ehemals von links |                      | von Wenholthausen                            | von Wenholthausen                            |
| |                      |                                              |                                              |
| Bahnhof | 0,0                  | Lennestadt-Altenhundem (früher: Altenhundem) | Lennestadt-Altenhundem (früher: Altenhundem) |
| |                      |                                              |                                              |
| Brücke über Wasserlauf |                      | Hundem                                       | Hundem                                       |
| Abzweig ehemals geradeaus und nach rechts |                      | nach Siegen                                  | nach Siegen                                  |
| Brücke (Strecke außer Betrieb) | 2,4                  | Heitmickeviadukt                             | 65 m                                         |
| Bahnhof (Strecke außer Betrieb) | 2,8                  | Kirchhundem-Flape                            | Kirchhundem-Flape                            |
| Bahnhof (Strecke außer Betrieb) | 5,2                  | Würdinghausen                                | Würdinghausen                                |
| | 7,3                  | Viadukt Böminghausen                         | 170 m                                        |
| Bahnhof (Strecke außer Betrieb) | 8,7                  | Albaum                                       | Albaum                                       |
| Brücke (Strecke außer Betrieb) | 9,3                  | Albaum                                       | 60 m                                         |
| Bahnhof (Strecke außer Betrieb) | 12,9                 | Heinsberg (Westf)                            | Heinsberg (Westf)                            |
| Tunnel bzw. Unterführung unter Wasserlauf (Strecke außer Betrieb) |                      | Krenkelsbachaquädukt                         | Krenkelsbachaquädukt                         |
| Tunnel (Strecke außer Betrieb) | 16,7                 | Heinsberger Tunnel                           | 1303 m                                       |
| Brücke über Wasserlauf (Strecke außer Betrieb) | 18,8                 | Schwarzbach                                  | 50 m                                         |
| Bahnhof (Strecke außer Betrieb) | 19,9                 | Röspe                                        | Röspe                                        |
| Abzweig ehemals geradeaus und von links | 22,4                 | von Bad Berleburg                            | von Bad Berleburg                            |
| Haltepunkt / Haltestelle, ehemaliger Bahnhof | 22,8                 | Birkelbach                                   | Birkelbach                                   |
| |                      | nach Erndtebrück                             |                                              |

Die Bahnstrecke Altenhundem–Birkelbach ist eine ehemalige Bahnstrecke von Altenhundem, heute Stadtteil von Lennestadt, nach Birkelbach, heute Ortsteil von Erndtebrück, in Nordrhein-Westfalen.

## Beginn

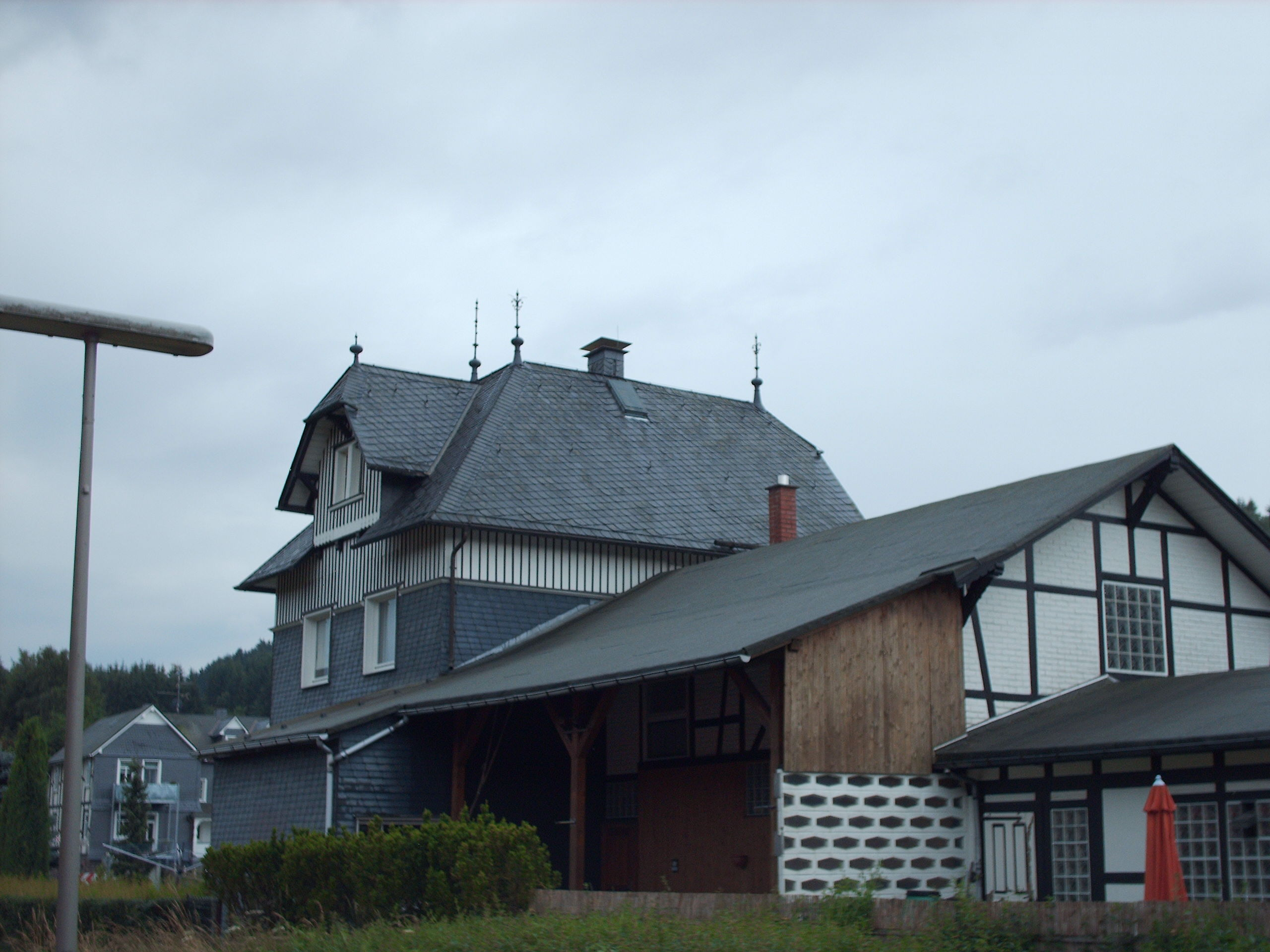
Haltepunkt Birkelbach im Juli 2007

Die Strecke war als Verbindung zwischen der Ruhr-Sieg-Strecke und der Main-Weser-Bahn gedacht und sollte von Altenhundem nach Erndtebrück führen. 1901 wurde von den Gemeinden Bad Berleburg, Erndtebrück und Kirchhundem ein Antrag gestellt, die Strecke auf Staatskosten zu bauen. Da der Antrag am 9. Juni 1901 abgelehnt wurde, erklärten sich der Kreis Olpe und die Gemeinden des Amtes Kirchhundem bereit, die Kosten zu übernehmen. Daraufhin war das zuständige Ministerium 1905 bereit, den Antrag eingehender zu prüfen.
Am 5. Dezember 1905 verkündete die Königliche Eisenbahndirektion Elberfeld, dass mit den Vorarbeiten für eine Nebeneisenbahn von Altenhundem nach Birkelbach durch die Gemeinden Kirchhundem, Oberhundem, Kohlhagen und Heinsberg (Westf) des Kreises Olpe und den Gemeinden Birkelbach und Womelsdorf des Kreises Wittgenstein begonnen werden sollte. Die Baukosten wurden schließlich am 29. Mai 1907 bewilligt. 1910 wurde dann mit dem Bau des Teilabschnittes Altenhundem–Heinsberg begonnen, die Eröffnung dieses ersten Abschnittes fand am 30. Juni 1914 um 9:20 Uhr mit einem Militärkonzert und der Eröffnungsfahrt von Erndtebrück nach Altenhundem statt. Nach sieben Jahren Bauzeit war die Strecke 1917 durchgehend befahrbar. Für die 26,3 km lange Strecke benötigten die Züge rund 52 Minuten Fahrzeit.
Der Bahnhof Altenhundem erlangte durch die Eröffnung der Bahnstrecke Altenhundem–Wenholthausen 1887 und den Bau der Strecke nach Birkelbach eine große Bedeutung und Altenhundem avancierte zum Eisenbahndorf.

## Ende

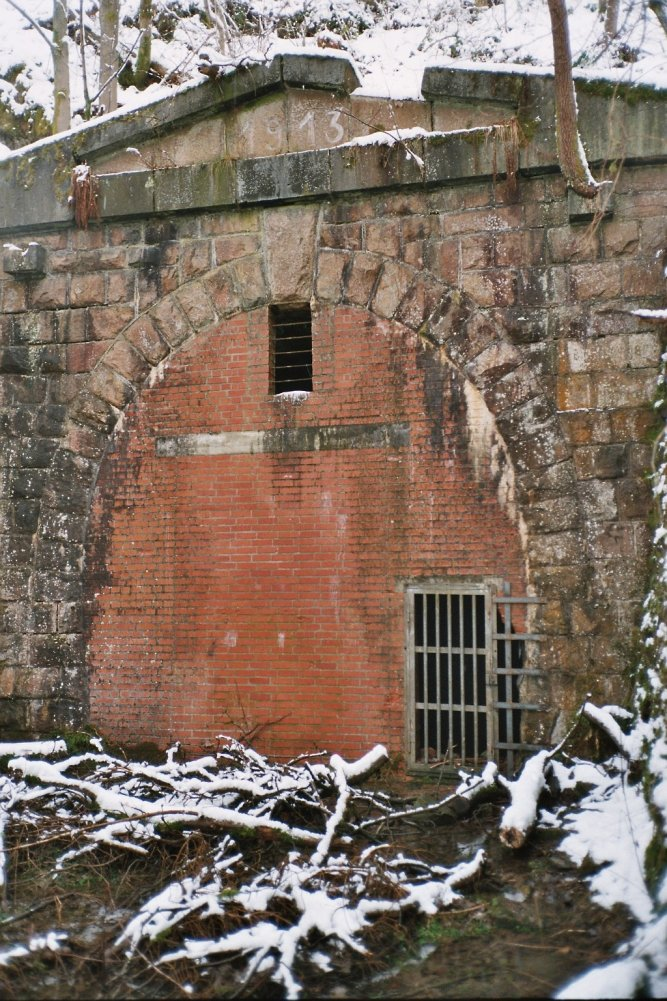
Zugemauertes Westportal des Heinsberger Tunnels

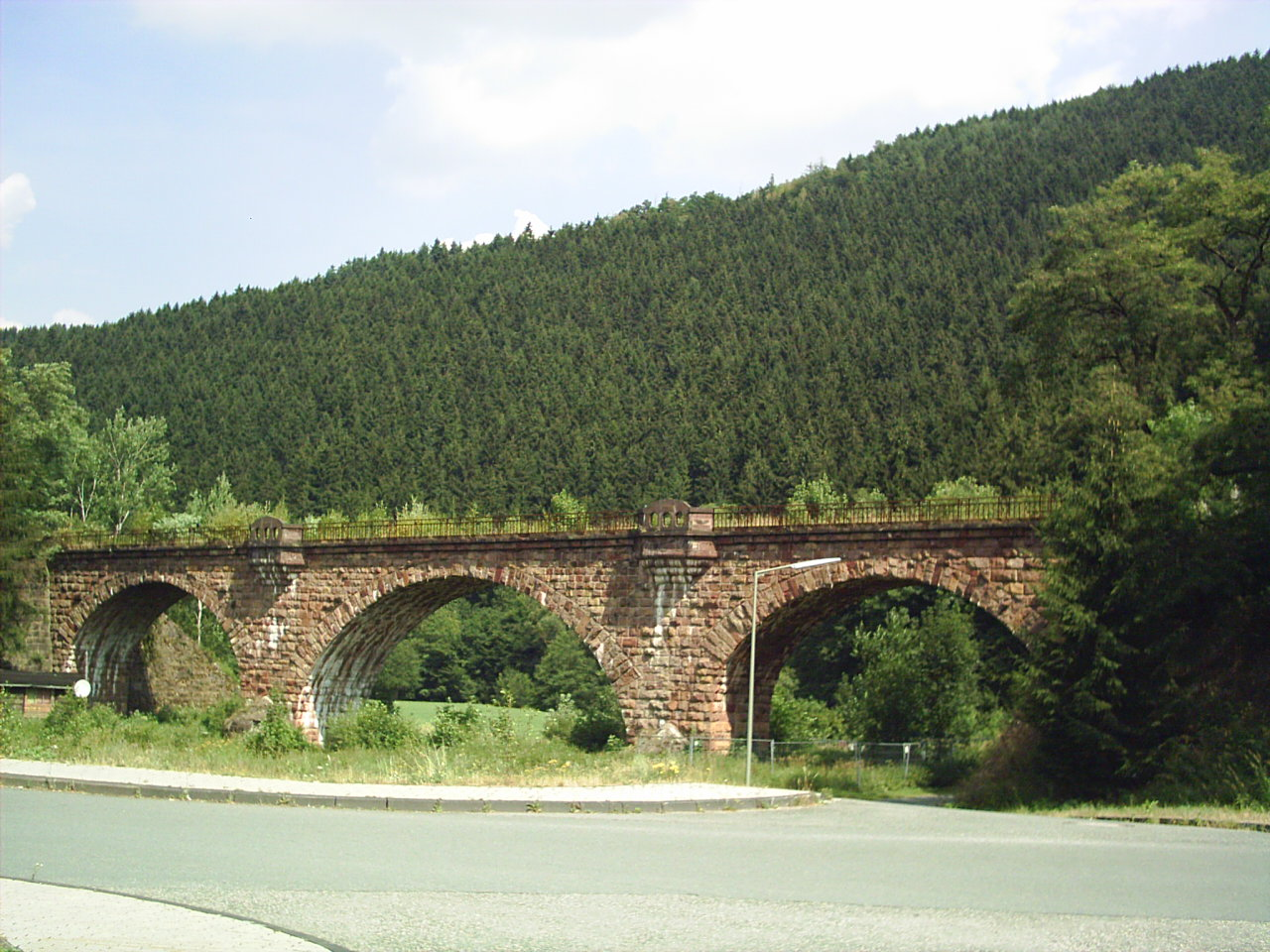
Heitmickeviadukt in Kirchhundem

Im Fahrplan 1944 waren täglich drei Personenzugpaare über die ganze Strecke ausgewiesen, zwischen Altenhundem und Heinsberg werktags zusätzlich vier Zugpaare.
Die Einstellung des Verkehrs auf der Strecke Würdinghausen–Röspe wurde am 1. Oktober 1944 durch die Reichsbahndirektion Wuppertal verfügt. Nachdem in der folgenden Zeit nur noch militärisch bedeutsame Züge auf der Strecke verkehrten, wurden am Ostermontag 1945 die Talbrücke und der Bahnhof in Röspe gesprengt. Nach der Sprengung wurde auch der einzige Tunnel der Strecke, der Heinsberger Tunnel, stillgelegt.
Personenverkehr zwischen Altenhundem und Würdinghausen fand bis zum 31. Mai 1959 statt, der Güterverkehr blieb bis zum 31. Dezember 1980. Nachdem Versuche in den 1960er Jahren scheiterten, die Strecke zu reaktivieren, ließ die Deutsche Bundesbahn die Anlagen verfallen. Am 15. Februar 1997 wurde der Viadukt Böminghausen ebenfalls gesprengt. Eine der letzten erhaltenen Brücken dieser Strecke ist die Heitmickebrücke in Kirchhundem, die 2006 als Baudenkmal in die Denkmalliste der Gemeinde Kirchhundem eingetragen wurde. Weitere Baudenkmale sind der frühere Bahnhof Kirchhundem-Flape, der Aquädukt bei Heinsberg und die Tunnelportale des Heinsberger Tunnels.

## Sonstiges
Das 1945 zerstörte Bahnhofsgebäude in Röspe war baugleich mit dem Dienstgebäude des bis 1921 betriebenen Haltepunktes Rebbelroth an der zur gleichen Zeit entstandenen Aggertalbahn zwischen Dieringhausen und Olpe.